# 首善儒宗宅门楼
29°55′17″N 118°16′53″E / 29.92139°N 118.28139°E
首善儒宗宅门楼是中国安徽省黄山市徽州区呈坎镇呈坎村的一座明代建筑，位于呈坎村中心的钟英街31号。毗邻钟英楼。
首善儒宗宅建于明朝万历年间，原为都察院右佥都御史、户部侍郎罗应鹤43岁时丁忧归乡后所建的官邸。其高大的花岗岩牌坊式门楼上方“首善儒宗”四个大字为三朝元老许国题字，书法家董其昌手书。门楼上的砖雕毁于文革期间。
王志政、罗丽夫妇在2009年修复罗会泰宅（老虎祠）以后，又买下已成危房的整幢罗应鹤官邸，又投资近300万元、3年时间修复，2014年5月29日开设“首善官邸”客栈。2018年3月13日名称变更为“黄山呈坎首善儒宗民宿”。民宿尽量保持老宅原有风貌，古色古香。
首善儒宗宅门楼已作为呈坎村古建筑群的一部分，列为全国重点文物保护单位。